# استونی در المپیک تابستانی ۲۰۰۰
استونی در بازی‌های المپیک تابستانی ۲۰۰۰ که در شهر سیدنی، استرالیا برگزار شده با ۳۳ ورزشکار شامل ۳۱ مرد و ۲ زن در یازده رشته ورزشی شرکت کرده‌است.
استونی با ۱ مدال طلا و ۲ برنز در رده چهل و هفتم رده‌بندی مدال‌ها قرار گرفته‌است.

## مدال‌آوران
| مدال | نام            | ورزش        | رویداد                        |
| ---- | -------------- | ----------- | ----------------------------- |
| طلا  | ارکی نول       | دو و میدانی | دهگانه مردان                  |
| برنز | الکسی بودولین  | جودو        | میان‌وزن مردان (۸۱ کیلوگرم)    |
| برنز | ایندرک پرتلسون | جودو        | سنگین‌وزن مردان (۱۰۰+ کیلوگرم) |